# Reform (Religion)
Eine religiöse Reform (gebildet aus lateinisch re: zurück und formare: bilden, gestalten; zusammengesetzt etwa: Wiederherstellung) richtet sich auf die Reform der Glaubenslehre. Zu unterscheiden davon ist eine Reform der Organisation einer Religionsgemeinschaft, die allerdings oft die Folge einer Reform der Glaubenslehre ist.

## Definition
Religiöse Reformen werden durchgeführt, wenn eine Glaubensgemeinschaft zu der Auffassung gelangt, dass sie vom – in ihren Augen – wahren Glauben abgewichen ist. In der Regel wird eine Reform von einigen Mitgliedern einer Religionsgemeinschaft begonnen und trifft auf den Widerstand anderer Mitglieder derselben Religionsgemeinschaft. Im Zuge religiöser Reformen werden üblicherweise die für wahr gehaltenen Lehren neu formuliert und die für irrig gehaltenen Lehren verurteilt und abgelehnt.
Meistens hat sich die Abweichung vom angenommenen wahren Glauben, die Anlass für eine Reform ist, über eine lange Zeit eingeschlichen, in manchen Fällen über Jahrhunderte hinweg. Eine religiöse Reform ist immer eine Neuorientierung an den Anfängen der Religion (deshalb: re-formare, wiederherstellen) unter der Perspektive der Gegenwart und mit dem Wissen der Gegenwart. Ein typisches Beispiel für Abweichungen vom angenommenen wahren Glauben sind soziale Veränderungen in der Gesellschaft, die dazu führen, dass überlieferte ethische Vorschriften ihren Sinn verlieren, und durch veränderte ethische Vorschriften ersetzt werden müssen, um den zugrunde liegenden Wert auch in Zukunft schützen zu können. Ein anderes typisches Beispiel ist die faktische Widerlegung von überlieferten Vorstellungen, zum Beispiel durch bessere Einsichten in geschichtliche Vorgänge oder in naturwissenschaftliche Zusammenhänge, durch die das überlieferte Wissen als falsch erwiesen wurde.
Die fortschreitende Veränderung der Gesellschaft und das Fortschreiten des menschlichen Wissens führen dazu, dass es niemals einen „endgültige“ Reform einer Glaubenslehre geben kann, sondern dass eine Glaubenslehre immer wieder und wieder reformiert werden muss. Diese Erkenntnis wurde 1947 von Karl Barth prägnant formuliert: Ecclesia semper reformanda est, übersetzt die Kirche muss immer reformiert werden.
Religiöse Reformen zielen nicht zuerst auf die Anpassung an den Zeitgeist der Gegenwart ab, bringen aber naturgemäß gewisse Anpassungen an die Gegenwart mit sich, da die religiöse Überlieferung aus der Perspektive der Gegenwart und mit dem Wissen der Gegenwart gesichtet und reformiert wird. Eine völlige Anpassung einer Glaubenslehre an den Zeitgeist der Gegenwart kann man von einer glaubwürdigen religiösen Reform jedoch nicht erwarten. Religiöse Reformen, die nicht zuerst auf die Wiederherstellung des wahren Glaubens, sondern auf die bloße Anpassung einer Glaubenslehre an den Zeitgeist der Gegenwart ohne Rücksicht auf einen angenommenen wahren Glauben abzielen, sind keine religiösen Reformen im eigentlichen Sinn. Ihre Zweckmäßigkeit ist fragwürdig, da diese Reformen nicht auf den Glauben der Gläubigen aufbauen. Reformen dieser Art beruhen häufig auf Zwang und sind in der Regel nicht sehr langlebig, sondern werden schon nach wenigen Generationen wieder rückabgewickelt. Ein Beispiel dafür sind die Reformen zur Stärkung des Heidentums gegenüber dem Christentum durch den römischen Kaiser Julian Apostata.
Die Gegner berechtigter religiöser Reformen nennt man Traditionalisten, ihre Ideologie den Traditionalismus. Die Anhänger von Reformen zur Anpassung an den Zeitgeist ohne Rücksicht auf einen angenommenen wahren Glauben nennt man Modernisten, ihre Ideologie den Modernismus. Beide Begriffe wurden zuerst im christlich-katholischen Umfeld geprägt, werden heute aber auf alle Religionen angewandt.

## Beispiele religiöser Reformen
- Die Buddhistischen Konzilien zur Abklärung der Lehre des Buddha.
- Das Konzil von Nicäa zur Klarstellung der Trinitätslehre, 325 n. Chr.
- Die Bewegung der muslimischen Muʿtazila, die falsche Traditionen ablehnte, 9.–11. Jahrhundert
- Die Reformation von 1517 durch Martin Luther, Johannes Calvin und andere.
- Die schrittweise Durchsetzung der Historisch-Kritischen Methode im Christentum im 19. und 20. Jahrhundert.
- Das Zweite Vatikanische Konzil der Katholischen Kirche, 1962–1965.
- Liberale Bewegungen im Islam
- Liberales Judentum